# Club Universidad Nacional 2024-2025
Questa voce raccoglie le informazioni riguardanti il Club Universidad Nacional nelle competizioni ufficiali della stagione 2024-2025.

## Maglie e sponsor
Il fornitore tecnico per la stagione 2024-2025 è Nike, mentre il main sponsor è Mifel.
| Manica sinistra · Manica sinistra · Maglietta · Maglietta · Manica destra · Manica destra · Pantaloncini · Pantaloncini · Calzettoni · Calzettoni | Manica sinistra · Manica sinistra · Maglietta · Maglietta · Manica destra · Manica destra · Pantaloncini · Pantaloncini · Calzettoni · Calzettoni | Manica sinistra · Manica sinistra · Maglietta · Maglietta · Manica destra · Manica destra · Pantaloncini · Pantaloncini · Calzettoni · Calzettoni |

## Rosa
| N. |                      | Ruolo | Calciatore           |
| -- | -------------------- | ----- | -------------------- |
| 2  | Messico (bandiera)   | D     | Pablo Bennevendo     |
| 3  | Messico (bandiera)   | C     | José Galindo         |
| 4  | Argentina (bandiera) | D     | Lisandro Magallán () |
| 5  | Spagna (bandiera)    | D     | Rubén Duarte         |
| 6  | Brasile (bandiera)   | D     | Nathan Silva         |
| 7  | Messico (bandiera)   | C     | Rodrigo López        |
| 8  | Colombia (bandiera)  | C     | José Caicedo         |
| 9  | Messico (bandiera)   | A     | Guillermo Martínez   |
| 10 | Argentina (bandiera) | A     | Leonardo Suárez      |
| 13 | Messico (bandiera)   | D     | Pablo Monroy         |
| 15 | Messico (bandiera)   | C     | Ulises Rivas         |
| 17 | Messico (bandiera)   | A     | Jorge Ruvalcaba      |
| 19 | Messico (bandiera)   | A     | Alí Ávila            |
| 20 | Messico (bandiera)   | C     | Santiago Trigos      |
| 21 | Messico (bandiera)   | A     | Michell Rodríguez    |
| 22 | Uruguay (bandiera)   | D     | Robert Ergas         |

| N.  |                      | Ruolo | Calciatore             |
| --- | -------------------- | ----- | ---------------------- |
| 23  | Argentina (bandiera) | A     | Ignacio Pussetto       |
| 27  | Perù (bandiera)      | C     | Piero Quispe           |
| 28  | Panama (bandiera)    | D     | Adalberto Carrasquilla |
| 29  | Messico (bandiera)   | A     | Rogelio Funes Mori     |
| 35  | Messico (bandiera)   | P     | Pablo Lara             |
| 45  | Messico (bandiera)   | A     | Santiago López         |
| 189 | Messico (bandiera)   | C     | Ángel Rico             |
| 192 | Messico (bandiera)   | D     | Sebastián Venegas      |
| 193 | Messico (bandiera)   | D     | Héctor Ramírez         |
| 215 | Messico (bandiera)   | D     | Ángel Azuaje           |
| 238 | Messico (bandiera)   | C     | Jonathan Flores        |
| 1   | Messico (bandiera)   | P     | Julio González         |
| 12  | Messico (bandiera)   | A     | César Huerta           |
| 14  | Messico (bandiera)   | D     | Jesús Rivas            |
| 33  | Messico (bandiera)   | P     | Gil Alcalá             |

## Trasferimenti

### Sessione estiva
| Acquisti         | Acquisti          | Acquisti  | Acquisti                    |
| R.               | Nome              | da        | Modalità                    |
| ---------------- | ----------------- | --------- | --------------------------- |
| D                | Rubén Duarte      | Alavés    | definitivo (4 milioni €)    |
| A                | Ignacio Pussetto  | Huracán   | definitivo (1,38 milioni €) |
| D                | Jesús Rivas       |           | aggregato dalle giovanili   |
| A                | Jorge Ruvalcaba   | SL16      | rientro prestito            |
| Altre operazioni |                   |           |                             |
| R.               | Nome              | da        | Modalità                    |
| A                | Michell Rodríguez | Monterrey | prestito                    |

| Cessioni         | Cessioni         | Cessioni  | Cessioni                |
| R.               | Nome             | a         | Modalità                |
| ---------------- | ---------------- | --------- | ----------------------- |
| A                | Eduardo Salvio   |           | definitiva (svincolato) |
| A                | Carlos Gutiérrez |           | definitiva (svincolato) |
| D                | Adrián Aldrete   |           | definitiva (svincolato) |
| C                | Jesús Molina     |           | ritiro                  |
| A                | Christian Tabó   | Cruz Azul | rientro prestito        |
| Altre operazioni |                  |           |                         |
| R.               | Nome             | a         | Modalità                |
|                  |                  |           |                         |

### Sessione invernale
| Acquisti         | Acquisti               | Acquisti        | Acquisti                   |
| R.               | Nome                   | da              | Modalità                   |
| ---------------- | ---------------------- | --------------- | -------------------------- |
| C                | Adalberto Carrasquilla | Houston Dynamo  | definitivo (3,5 milioni $) |
| A                | Alí Ávila              | Monterrey       | definitivo (?)             |
| P                | Álex Padilla           | Athletic Bilbao | prestito                   |
| A                | Gustavo Del Prete      | Mazatlán        | rientro prestito           |
| Altre operazioni |                        |                 |                            |
| R.               | Nome                   | da              | Modalità                   |
| P                | Pablo Lara             |                 | aggregato dalle giovanili  |
| D                | Nicolás Freire         | Inter Miami     | rientro prestito           |
| C                | Higor Meritão          | Criciúma        | rientro prestito           |
| A                | Santiago López         |                 | aggregato dalle giovanili  |
| D                | Ángel Azuaje           |                 | aggregato dalle giovanili  |
| C                | Jonathan Flores        |                 | aggregato dalle giovanili  |
| C                | Sebastián Venegas      |                 | aggregato dalle giovanili  |

| Cessioni         | Cessioni          | Cessioni      | Cessioni                 |
| R.               | Nome              | a             | Modalità                 |
| ---------------- | ----------------- | ------------- | ------------------------ |
| A                | César Huerta      | Anderlecht    | definitiva (2 milioni €) |
| A                | Gustavo Del Prete | Atlas         | definitiva (?)           |
| P                | Julio González    |               | svincolato               |
| D                | Jesús Rivas       | Puebla        | prestito (?)             |
| P                | Gil Alcalá        |               | svincolato               |
| Altre operazioni |                   |               |                          |
| R.               | Nome              | a             | Modalità                 |
| C                | Higor Meritão     | CRB           | definitiva (?)           |
| A                | Alí Ávila         | Monterrey     | rientro prestito         |
| D                | Nicolás Freire    | Independiente | prestito                 |

## Risultati

### Liga MX-Apertura 2024

#### Torneo regular
| Arbitro: | Quintero |

|                                                               |           |              |
| Ruvalcaba 10’ Cervantes 25’ (aut.) Martínez 79’ Ruvalcaba 88’ | Marcatori | 30’ Alvarado |

| Arbitro: | Chávez |

|                  |           |              |
| Muñoz 33’ (rig.) | Marcatori | 45+4’ Huerta |

| Arbitro: | Quintero |

|              |           |                       |
| Campillo 32’ | Marcatori | 66’ Rico 80’ R. López |

| Arbitro: | Reynoso |

|                                  |           |  |
| U. Rivas 45+6’ Huerta 50’ (rig.) | Marcatori |  |

| Arbitro: | Gómez |

|                                 |           |                |
| González 25’ (aut.) Murillo 63’ | Marcatori | 90+6’ Pussetto |

| Arbitro: | García |

|                |           |                                              |
| Funes Mori 15’ | Marcatori | 37’ (rig.) Herrera 39’ Gorriarán 59’ Herrera |

| Arbitro: | García Mendoza |

|                         |           |  |
| Palavecino 57’ Arce 70’ | Marcatori |  |

| Arbitro: | Santander |

|              |           |  |
| Pussetto 89’ | Marcatori |  |

| Arbitro: | Gómez |

|  |           |            |
|  | Marcatori | 19’ Quispe |

| Arbitro: | Escobedo |

|              |           |           |
| Paulinho 25’ | Marcatori | 2’ Huerta |

| Arbitro: | Pacheco |

|                                      |           |  |
| Huerta 45+5’ Huerta 54’ Martínez 59’ | Marcatori |  |

| Guadalupe 23 ottobre 2024, ore 19:00 UTC-6 13ª giornata | Monterrey | 0 – 0 referto | Pumas UNAM | Estadio BBVA (40 959 spett.)\| Arbitro: \| Escobedo \| |
| Arbitro:                                                | Escobedo  |               |            |                                                        |

| Arbitro: | Ramos |

|  |           |                         |
|  | Marcatori | 2’ Sepúlveda 13’ Rivero |

| Zapopan 2 novembre 2024, ore 19:05 UTC-6 15ª giornata | Guadalajara | 0 – 0 referto | Pumas UNAM | Estadio Akron (37 819 spett.)\| Arbitro: \| Ortíz \| |
| Arbitro:                                              | Ortíz       |               |            |                                                      |

| Arbitro: | Huitrón |

|                        |           |  |
| Caicedo 40’ Quispe 83’ | Marcatori |  |

| Arbitro: | Galindo |

|  |           |              |
|  | Marcatori | 83’ Martínez |

Concludendo il Torneo regular del Torneo Apertura al 4º posto in classifica, i Pumas hanno ottenuto l'accesso alla Liguilla, accedendo direttamente ai quarti di finale.

#### Liguilla

##### Quarti di finale
Ai quarti di finale, i Pumas affronteranno il Monterrey potendo contare sul vantaggio di giocare la gara di ritorno in casa per via della sua miglior posizione in classifica nel Torneo regular rispetto al Monterrey (arrivato 5°).

###### Risultati
| Arbitro: | Huitrón |

|                    |           |  |
| Canales 90’ (rig.) | Marcatori |  |

| Arbitro: | Ortíz |

|                                        |           |                                                                  |
| Martínez 36’ Pussetto 67’ Martínez 87’ | Marcatori | 32’ Berterame 56’ Ocampos 74’ Berterame 80’ Arteaga 90+3’ Torres |

Con il risultato aggregato di 3-6 in suo sfavore, i Pumas sono stati eliminati ai quarti di finale della Liguilla del Torneo Apertura 2024.

### Liga MX-Clausura 2025

#### Torneo regular
| Arbitro: | Ismael Rosario Lopez Peñuelas |

|                         |           |              |
| Ruvalcaba 26’ López 29’ | Marcatori | 64’ Cambindo |

| Arbitro: | Escobedo |

|                                     |           |                                   |
| Barrera 37’ Barrera 47’ Venegas 51’ | Marcatori | 26’ (rig.) Nathan Silva 64’ Ergas |

| Città del Messico 26 gennaio 2025, ore 13:00 UTC-6 3ª giornata | Pumas UNAM | 0 – 0 referto | Atlas | Estadio Olímpico Universitario (16 087 spett.)\| Arbitro: \| Molina \| |
| Arbitro:                                                       | Molina     |               |       |                                                                        |

| Arbitro: | Macías |

|                |           |                         |
| Bennevendo 62’ | Marcatori | 52’ (aut.) Nathan Silva |

| Arbitro: | Huitrón |

|                      |           |                                            |
| Vitinho Sanabria 68’ | Marcatori | 20’ Pussetto 45+10’ Pussetto 77’ Ruvalcaba |

| Arbitro: | Cáceres |

|               |           |  |
| Quispe 90+11’ | Marcatori |  |

| Arbitro: | García Mendoza |

|                                     |           |                |
| John Kennedy 16’ John Kennedy 45+1’ | Marcatori | 90+3’ Pussetto |

| Arbitro: | Gómez |

|  |           |                       |
|  | Marcatori | 23’ Reyes 48’ Fidalgo |

| Arbitro: | Pérez |

|                                                |           |                           |
| Castañeda 1’ Álvarez 3’ Nicholson 37’ Vega 47’ | Marcatori | 64’ Pussetto 90+1’ Trigos |

| Arbitro: | Quintero |

|  |           |           |
|  | Marcatori | 90+2’ Rey |

| Arbitro: | Cáceres |

|            |           |                                     |
| Waller 11’ | Marcatori | 58’ Quispe 75’ Martínez 90+3’ Ávila |

| Arbitro: | López |

|                     |           |                                              |
| Martínez 90’ (rig.) | Marcatori | 49’ (rig.) Canales 54’ Fimbres 71’ Berterame |

| Arbitro: | Escobedo |

|          |           |                        |
| Cádiz 3’ | Marcatori | 38’ Suárez 82’ Caicedo |

| Arbitro: | Huitrón |

|                                       |           |                               |
| Rotondi 28’ Montaño 45+6’ Rotondi 61’ | Marcatori | 16’ Pussetto 81’ Carrasquilla |

| Città del Messico 12 aprile 2025, ore 17:00 UTC-6 15ª giornata | Pumas UNAM     | 0 – 0 referto | Juárez | Estadio Olímpico Universitario (10 542 spett.)\| Arbitro: \| Pacheco Larios \| |
| Arbitro:                                                       | Pacheco Larios |               |        |                                                                                |

| Arbitro: | Escobedo |

|                               |           |  |
| Martínez 11’ Nathan Silva 74’ | Marcatori |  |

| Arbitro: | Ramos |

|                             |           |                     |
| Gorriarán 45’ Gorriarán 65’ | Marcatori | 54’ (rig.) Martínez |

Classificandosi al 10° posto in classifica dopo la conclusione del Torneo regular, i Pumas si sono qualificati alla Liguilla del Torneo Clausura, accedendo agli spareggi di accesso al tabellone principale.

#### Liguilla

##### Eliminatoria Play-In

###### Primera Ronda
Nella Primera Ronda del Play-In di accesso al tabellone principale della Liguilla, i Pumas hanno affrontato il Juárez. Il Juárez ha disputato la partita in casa avendo ottenuto una migliore posizione in classifica al termine del Torneo regular.
| Arbitro: | Cáceres |

|                                              |                      |                                                    |
| Madson 20’                                   | Marcatori            | 16’ Martínez                                       |
| Estupiñán Zaldívar Hurtado Rodríguez Valoyes | Tiri di rigore 1 – 2 | Carrasquilla Nathan Silva Funes Mori Caicedo Ergas |

Permanendo il risultato di parità (1-1) dopo la fine dei tempi regolamentari, sono stati necessari i tiri di rigore dai quali i Pumas sono usciti vincitori eliminando il Juarez e qualificandosi alla Segunda Ronda del Play-In del Torneo Clausura.

###### Segunda Ronda
Nella Segunda Ronda del Play-In di accesso al tabellone principale della Liguilla, i Pumas affronteranno il Monterrey. Il Monterrey disputerà la partita in casa avendo ottenuto una migliore posizione in classifica al termine del Torneo regular.
| Arbitro: | Escobedo |

|                          |           |  |
| Berterame 58’ Deossa 89’ | Marcatori |  |

Con la sconfitta subita dal Monterrey con il risultato di 2-0, i Pumas sono stati eliminati dalla fase finale del Torneo Clausura.

### Leagues Cup
Il sorteggio dei gruppi di Leagues Cup, avvenuto il 31 gennaio 2024, ha visto l'UNAM aggregato nel gruppo West 1 con Austin e Monterrey.

#### Fase a gruppi (West 1)
| Arbitro: | Luna |

|                          |           |                                |
| Ávila 45+5’ Martínez 72’ | Marcatori | 8’ Ring 45’ Zardes 55’ Driussi |

| Arbitro: | López |

|                      |                      |                                  |
| Corona 53’           | Marcatori            | 80’ Funes Mori                   |
| Vázquez Medina Rojas | Tiri di rigore 0 – 3 | Quispe Huerta Nathan Silva Ergas |

Permanendo il risultato di pareggio (0-0) dopo la fine dei tempi regolamentari, sono stati necessari i calci di rigore dai quali sono usciti vincitori i Pumas, che in tal modo hanno battuto il Monterrey e si sono qualificati ai sedicesimi di finale della Leagues Cup.

#### Fase finale

##### Sedicesimi di finale
| Arbitro: | Ramos |

|  |           |                          |
|  | Marcatori | 36’ Huerta 57’ Ruvalcaba |

Con la vittoria per 2-0 sui Vancouver Whitecaps, i Pumas si sono qualificati agli ottavi di finale della Leagues Cup.

##### Ottavi di finale
| Arbitro: | Dickerson |

|                                                        |           |  |
| Rothrock 32’ Morris 58’ Rusnák 71’ (rig.) Morris 90+5’ | Marcatori |  |

Con la sconfitta per 4-0 subita dai Seattle Sounders, i Pumas sono stati eliminati ai quarti di finale di Leagues Cup.

### CONCACAF Champions Cup
Classificandosi al 5º posto nella Tabla anual della stagione 2023-2024 della Liga MX, e grazie alla concomitante vittoria da parte dell'América sia del Torneo Apertura che del Torneo Clausura, i Pumas si sono qualificati alla Champions Cup, accedendo al primo turno preliminare.

#### Primo turno
Dal sorteggio del primo turno preliminare, i Pumas sono stati accoppiati al Cavalry (Canada).
| Arbitro: | Penso |

|                              |           |              |
| Trafford 57’ Warschewski 80’ | Marcatori | 44’ S. López |

| Arbitro: | Calderón |

|                           |           |  |
| Martínez 53’ Martínez 73’ | Marcatori |  |

Con il risultato aggregato di 3-2 in suo favore, i Pumas hanno eliminato il Cavalry ottenendo la qualificazione agli ottavi di finale di Champions Cup.

#### Ottavi di finale
Agli ottavi di finale, i Pumas hanno affrontato l'Alajuelense (Costa Rica).
| Arbitro: | Penso |

|                          |           |  |
| Ergas 38’ Funes Mori 73’ | Marcatori |  |

| Arbitro: | Szpala |

|            |           |               |
| Campos 39’ | Marcatori | 73’ L. Suárez |

Con il risultato aggregato di 3-1 in suo favore, i Pumas hanno battuto l'Alajuelense e si sono qualificati per i quarti di finale di Champions Cup.

#### Quarti di finale
Ai quarti di finale, i Pumas hanno affrontato i Vancouver Whitecaps (Canada).
| Arbitro: | Keylor Herrera |

|           |           |                  |
| White 71’ | Marcatori | 87’ Carrasquilla |

| Arbitro: | Walter López |

|                           |           |                              |
| Martínez 37’ Pussetto 88’ | Marcatori | 33’ Berhalter 90+3’ Blackmon |

Con il risultato aggregato di 3-3, i Pumas sono stati eliminati ai quarti di finale dai Vancouver Whitecaps in virtù del maggior numero di gol segnati fuori casa da parte di quest'ultima squadra.

## Statistiche

### Statistiche di squadra
| Competizione  | Punti | In casa | In casa | In casa | In casa | In casa | In casa | In trasferta | In trasferta | In trasferta | In trasferta | In trasferta | In trasferta | Campo neutro | Campo neutro | Campo neutro | Campo neutro | Campo neutro | Campo neutro | Totale | Totale | Totale | Totale | Totale | Totale | DR |
| Competizione  | Punti | G       | V       | N       | P       | Gf      | Gs      | G            | V            | N            | P            | Gf           | Gs           | G            | V            | N            | P            | Gf           | Gs           | G      | V      | N      | P      | Gf     | Gs     | DR |
| ------------- | ----- | ------- | ------- | ------- | ------- | ------- | ------- | ------------ | ------------ | ------------ | ------------ | ------------ | ------------ | ------------ | ------------ | ------------ | ------------ | ------------ | ------------ | ------ | ------ | ------ | ------ | ------ | ------ | -- |
| Apertura      | 31    | 8       | 6       | 0       | 2       | 17      | 9       | 11           | 3            | 4            | 4            | 7            | 10           | 0            | 0            | 0            | 0            | 0            | 0            | 19     | 9      | 4      | 6      | 24     | 19     | +5 |
| Clausura      | 21    | 9       | 3       | 3       | 3       | 7       | 8       | 10           | 3            | 1            | 6            | 17           | 21           | 0            | 0            | 0            | 0            | 0            | 0            | 19     | 6      | 4      | 9      | 24     | 29     | -5 |
| Leagues Cup   | 1     | 0       | 0       | 0       | 0       | 0       | 0       | 0            | 0            | 0            | 0            | 0            | 0            | 4            | 1            | 1            | 2            | 4            | 7            | 4      | 1      | 1      | 2      | 4      | 7      | -3 |
| Champions Cup | -     | 3       | 2       | 1       | 0       | 6       | 2       | 3            | 0            | 2            | 2            | 3            | 3            | 0            | 0            | 0            | 0            | 0            | 0            | 6      | 2      | 3      | 1      | 9      | 6      | +3 |
| Totale        | -     | 20      | 11      | 4       | 5       | 30      | 19      | 24           | 6            | 7            | 12           | 27           | 34           | 4            | 1            | 1            | 2            | 4            | 7            | 48     | 18     | 12     | 18     | 61     | 61     | 0  |

### Andamento in campionato

#### Liga MX - Apertura
| Giornata  | 1 | 2 | 3 | 4 | 5 | 6 | 7  | 8 | 9 | 10 | 11 | 12 | 13 | 14 | 15 | 16 | 17 |
| --------- | - | - | - | - | - | - | -- | - | - | -- | -- | -- | -- | -- | -- | -- | -- |
| Luogo     | C | T | T | C | T | C | T  | C | C | T  | T  | C  | T  | C  | T  | C  | V  |
| Risultato | V | N | V | V | P | P | P  | V | V | V  | N  | V  | N  | P  | N  | V  | V  |
| Posizione | 1 | 3 | 2 | 2 | 7 | 9 | 11 | 9 | 5 | 5  | 6  | 5  | 4  | 6  | 6  | 4  | 4  |

Legenda:

Luogo: C = Casa; T = Trasferta. Risultato: R = Rinviata; V = Vittoria; N = Pareggio; P = Sconfitta.

#### Liga MX - Clausura
| Giornata  | 1 | 2 | 3 | 4  | 5 | 6 | 7 | 8  | 9  | 10 | 11 | 12 | 13 | 14 | 15 | 16 | 17 |
| --------- | - | - | - | -- | - | - | - | -- | -- | -- | -- | -- | -- | -- | -- | -- | -- |
| Luogo     | C | T | C | C  | T | C | T | C  | T  | C  | T  | C  | T  | T  | C  | C  | T  |
| Risultato | V | P | N | N  | V | V | P | V  | P  | P  | V  | P  | V  | P  | N  | V  | P  |
| Posizione | 3 | 7 | 8 | 10 | 7 | 5 | 9 | 11 | 12 | 12 | 11 | 11 | 10 | 10 | 10 | 10 | 10 |

Legenda:

Luogo: C = Casa; T = Trasferta. Risultato: R = Rinviata; V = Vittoria; N = Pareggio; P = Sconfitta.

### Statistiche individuali
| Giocatore       | Liga MX  | Liga MX | Liga MX     | Liga MX    | Leagues Cup | Leagues Cup | Leagues Cup | Leagues Cup | Champions Cup | Champions Cup | Champions Cup | Champions Cup | Totale   | Totale | Totale      | Totale     |
| Giocatore       | Presenze | Reti    | Ammonizioni | Espulsioni | Presenze    | Reti        | Ammonizioni | Espulsioni  | Presenze      | Reti          | Ammonizioni   | Espulsioni    | Presenze | Reti   | Ammonizioni | Espulsioni |
| --------------- | -------- | ------- | ----------- | ---------- | ----------- | ----------- | ----------- | ----------- | ------------- | ------------- | ------------- | ------------- | -------- | ------ | ----------- | ---------- |
| A. Ávila        | 17       | 1       | 0           | 0          | 2           | 1           | 0           | 0           | 3             | 0             | 1             | 0             | 22       | 2      | 1           | 0          |
| Á. Azuaje       | 4        | 0       | 2           | 0          | 0           | 0           | 0           | 0           | 2             | 0             | 0             | 0             | 6        | 0      | 2           | 0          |
| P. Bennevendo   | 34       | 1       | 3           | 0          | 4           | 0           | 0           | 0           | 6             | 0             | 1             | 0             | 44       | 1      | 4           | 0          |
| J. Caicedo      | 38       | 2       | 7           | 0          | 4           | 0           | 0           | 0           | 5             | 0             | 0             | 0             | 47       | 2      | 7           | 0          |
| A. Carrasquilla | 17       | 1       | 4           | 0          | 0           | 0           | 0           | 0           | 5             | 1             | 0             | 0             | 22       | 2      | 4           | 0          |
| R. Duarte       | 31       | 0       | 7           | 0          | 4           | 0           | 1           | 0           | 4             | 0             | 2             | 0             | 39       | 0      | 10          | 0          |
| R. Ergas        | 34       | 1       | 6           | 0          | 3           | 0           | 0           | 0           | 4             | 1             | 0             | 0             | 41       | 2      | 6           | 0          |
| J. Flores       | 1        | 0       | 1           | 0          | 0           | 0           | 0           | 0           | 0             | 0             | 0             | 0             | 1        | 0      | 1           | 0          |
| R. Funes Mori   | 32       | 1       | 6           | 0          | 4           | 1           | 0           | 0           | 5             | 1             | 0             | 0             | 41       | 3      | 6           | 0          |
| J. Galindo      | 2        | 0       | 0           | 0          | 0           | 0           | 0           | 0           | 1             | 0             | 1             | 0             | 3        | 0      | 1           | 0          |
| P. Lara         | 7        | -9      | 1           | 0          | 0           | 0           | 0           | 0           | 0             | 0             | 0             | 0             | 7        | -9     | 1           | 0          |
| R. López        | 24       | 2       | 1           | 0          | 1           | 0           | 0           | 0           | 3             | 0             | 0             | 0             | 28       | 2      | 1           | 0          |
| S. López        | 6        | 0       | 1           | 0          | 0           | 0           | 0           | 0           | 2             | 1             | 0             | 0             | 8        | 1      | 1           | 0          |
| L. Magallán     | 24       | 0       | 6           | 0          | 3           | 0           | 3           | 1           | 4             | 0             | 0             | 0             | 31       | 0      | 9           | 1          |
| G. Martínez     | 32       | 11      | 9           | 1          | 4           | 1           | 0           | 0           | 5             | 3             | 1             | 0             | 41       | 15     | 10          | 1          |
| P. Monroy       | 23       | 0       | 4           | 0          | 0           | 0           | 0           | 0           | 6             | 0             | 1             | 0             | 29       | 0      | 5           | 0          |
| Nathan Silva    | 32       | 2       | 8           | 0          | 4           | 0           | 0           | 0           | 3             | 0             | 0             | 0             | 39       | 2      | 8           | 0          |
| Á. Padilla      | 12       | -20     | 2           | 0          | 0           | 0           | 0           | 0           | 6             | -5            | 0             | 0             | 18       | -25    | 2           | 0          |
| I. Pussetto     | 32       | 8       | 3           | 0          | 4           | 0           | 0           | 0           | 4             | 1             | 0             | 0             | 40       | 9      | 3           | 0          |
| P. Quispe       | 35       | 4       | 4           | 1          | 4           | 0           | 0           | 0           | 6             | 0             | 0             | 0             | 45       | 4      | 4           | 1          |
| H. Ramírez      | 2        | 0       | 0           | 0          | 0           | 0           | 0           | 0           | 0             | 0             | 0             | 0             | 2        | 0      | 0           | 0          |
| Á. Rico         | 21       | 1       | 2           | 0          | 3           | 0           | 0           | 0           | 2             | 0             | 0             | 0             | 26       | 1      | 2           | 0          |
| U. Rivas        | 19       | 1       | 2           | 0          | 4           | 0           | 0           | 0           | 4             | 0             | 0             | 0             | 27       | 1      | 2           | 0          |
| M. Rodríguez    | 4        | 0       | 0           | 0          | 0           | 0           | 0           | 0           | 0             | 0             | 0             | 0             | 4        | 0      | 0           | 0          |
| J. Ruvalcaba    | 29       | 4       | 7           | 1          | 4           | 1           | 2           | 0           | 6             | 0             | 2             | 0             | 39       | 5      | 11          | 1          |
| L. Suárez       | 13       | 1       | 0           | 0          | 0           | 0           | 0           | 0           | 3             | 1             | 1             | 0             | 16       | 2      | 1           | 0          |
| S. Trigos       | 23       | 1       | 2           | 0          | 2           | 0           | 0           | 0           | 3             | 0             | 0             | 0             | 28       | 1      | 2           | 0          |
| S. Venegas      | 1        | 0       | 0           | 0          | 0           | 0           | 0           | 0           | 0             | 0             | 0             | 0             | 1        | 0      | 0           | 0          |
| G. Alcalá       | 4        | -2      | 0           | 0          | 0           | 0           | 0           | 0           | 0             | 0             | 0             | 0             | 4        | -2     | 0           | 0          |
| J. González     | 15       | -17     | 0           | 0          | 4           | -7          | 0           | 0           | 0             | 0             | 0             | 0             | 19       | -24    | 0           | 0          |
| C. Huerta       | 17       | 5       | 4           | 0          | 4           | 1           | 2           | 0           | 0             | 0             | 0             | 0             | 21       | 6      | 6           | 0          |
| J. Rivas        | 6        | 0       | 0           | 0          | 1           | 0           | 0           | 0           | 0             | 0             | 0             | 0             | 7        | 0      | 0           | 0          |